# Arquebisbe

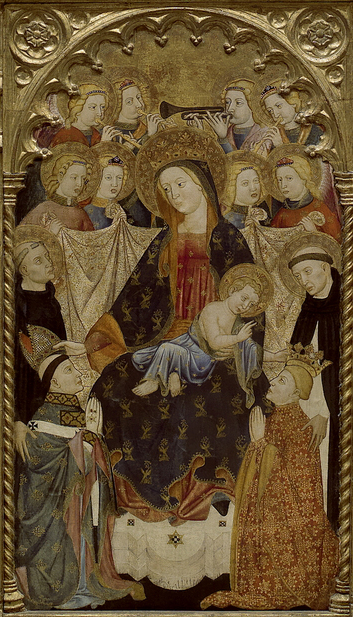
Taula central del retaule de l'arquebisbe Sancho de Rojas. La Mare de Déu corona l'arquebisbe i el Nen Jesús el rei Ferran d'Antequera.

Un arquebisbe és un membre pertanyent a l'orde episcopal cristiana, però que gaudeix d'un estatus superior al dels bisbes; generalment són al capdavant d'una diòcesi particularment important, ja sigui per la grandària, la rellevància històrica o per ambdues, anomenada arxidiòcesi. Quan un bisbe és promogut arquebisbe no es, de cap manera, ordenat ni rep cap sagrament; en canvi amb els ritus anglicà, catòlic romà i ortodox, algú que és ordenat bisbe està consagrat.
Un arquebisbe no té, per força, major poder que un bisbe; no obstant això, és a càrrec de diòcesis més prestigioses. De qualsevol manera, molts arquebisbes són també els metropolitans de la província eclesiàstica de l'arxidiòcesi. En les esglésies occidentals (p. ex. la Catòlica Romana o l'Anglicana), aquest és gairebé sempre el cas. No obstant això, en l'Església Catòlica Romana, els arquebisbes que no són també metropolitans són anomenats Arquebisbe ad personam, i no tenen dret a utilitzar el pal·li. En les Esglésies eslaves orientals (tant Catòlica com Ortodoxa) els arquebisbes i els metropolitans són diferenciats, encara que un metropolità pot ser anomenat arquebisbe metropolità. En l'Església Ortodoxa, els arquebisbes posseïxen un rang major que el dels metropolitans i tenen els mateixos drets que els metropolitans ortodoxs eslaus (orientals). La distinció entre arquebisbes o metropolitans segueix, generalment, el mateix patró en l'Església Ortodoxa Oriental i l'Església Ortodoxa Eslava.

## En el catolicisme
L'arquebisbe és un prelat que gaudeix, en virtut d'antics privilegis relacionats a la seva diòcesi o d'una decisió del pontífex, d'una dignitat superior a la d'un simple bisbe. La seva insígnia és el pal·li, una banda de llana blanca adornada amb creus negres. La jurisdicció espiritual de l'arquebisbe es diu arxidiòcesi.
Aquells arquebisbes que siguin també metropolitans (el títol gairebé mai es fa servir a l'Església Catòlica), tenen el deure organitzar la cooperació entre les diòcesis, encara que, pròpiament, no tenen autoritat sobre altres diòcesis alienes a la seva. Certs arquebisbes metropolitans gaudeixen igualment del títol de primat, el qual els garanteix una jurisdicció teòrica sobre altres províncies eclesiàstiques. El nomenament d'arquebisbe és per a tota la vida, incloent-hi els que ho són al capdavant de diòcesis simples.

## Anglicanisme
La comunitat anglicana està constituïda per 38 províncies, cadascuna amb un arquebisbe al capdavant. Les més conegudes són les de l'Església d'Anglaterra, Canterbury (cap espiritual de l'Església d'Anglaterra i de l'anglicanisme) i York. Aquests dos arquebisbes són "nobles espirituals" (spiritual peers) i per tant, membres de la cambra dels Lords britànica.